# العلاقات السلوفاكية النيكاراغوية
العلاقات السلوفاكية النيكاراغوية هي العلاقات الثنائية التي تجمع بين سلوفاكيا ونيكاراغوا.

## مقارنة بين البلدين
هذه مقارنة عامة ومرجعية للدولتين:
| وجه المقارنة                                              | سلوفاكيا                                                       | نيكاراغوا        |
| --------------------------------------------------------- | -------------------------------------------------------------- | ---------------- |
| المساحة (كم2)                                             | 49.03 ألف                                                      | 130.38 ألف       |
| عدد السكان (نسمة)                                         | 5.44 مليون                                                     | 6.22 مليون       |
| الكثافة السكانية (ن./كم²)                                 | 110.95                                                         | 47.71            |
| العاصمة                                                   | براتيسلافا                                                     | ماناغوا          |
| اللغة الرسمية                                             | اللغة السلوفاكية                                               | اللغة الإسبانية  |
| العملة                                                    | كرونة سلوفاكية، يورو                                           | كوردبا نيكاراغوا |
| الناتج المحلي الإجمالي (بليون دولار)                      | 95.77 مليار                                                    | 13.81 مليار      |
| الناتج المحلي الإجمالي (تعادل القوة الشرائية) بليون دولار | 162.34 مليار                                                   | 31.63 مليار      |
| الناتج المحلي الإجمالي الاسمي للفرد دولار أمريكي          | 16.09 ألف                                                      | 2.09 ألف         |
| الناتج المحلي الإجمالي للفرد دولار أمريكي                 | 30.46 ألف                                                      | 4.92 ألف         |
| مؤشر التنمية البشرية                                      | 0.844                                                          | 0.631            |
| رمز المكالمات الدولي                                      | +421                                                           | +505             |
| رمز الإنترنت                                              | .sk                                                            | .ni              |
| المنطقة الزمنية                                           | توقيت وسط أوروبا، ت ع م+01:00، ت ع م+02:00، أوروبا/براتيسلافا ‏ | 00               |

## منظمات دولية مشتركة
يشترك البلدان في عضوية مجموعة من المنظمات الدولية، منها:
| علم المنظمة | اسم المنظمة                               | تاريخ انضمام سلوفاكيا | تاريخ انضمام نيكاراغوا |
| ----------- | ----------------------------------------- | --------------------- | ---------------------- |
|             | مؤسسة التنمية الدولية                     | 1993                  | 30 ديسمبر 1960         |
|             | يونسكو                                    | 9 فبراير 1993         | 22 فبراير 1952         |
|             | وكالة ضمان الاستثمار متعدد الأطراف        | 1993                  | 12 يونيو 1992          |
|             | الأمم المتحدة                             | 19 يناير 1993         | 24 أكتوبر 1945         |
|             | الاتحاد البريدي العالمي                   | ?                     | ?                      |
|             | البنك الدولي للإنشاء والتعمير             | 1993                  | 14 مارس 1946           |
|             | الاتحاد الدولي للاتصالات                  | 23 فبراير 1993        | 12 مايو 1926           |
|             | منظمة حظر الأسلحة الكيميائية              | ?                     | ?                      |
|             | مؤسسة التمويل الدولية                     | 1993                  | 20 يوليو 1956          |
|             | المركز الدولي لتسوية المنازعات الاستشارية | 26 يونيو 1994         | 19 أبريل 1995          |
|             | منظمة التجارة العالمية                    | ?                     | ?                      |
|             | منظمة الشرطة الجنائية الدولية             | ?                     | ?                      |

## وصلات خارجية
- موقع وزارة الخارجية السلوفاكية
- موقع وزارة الخارجية النيكاراغوية